# Ogórek melon

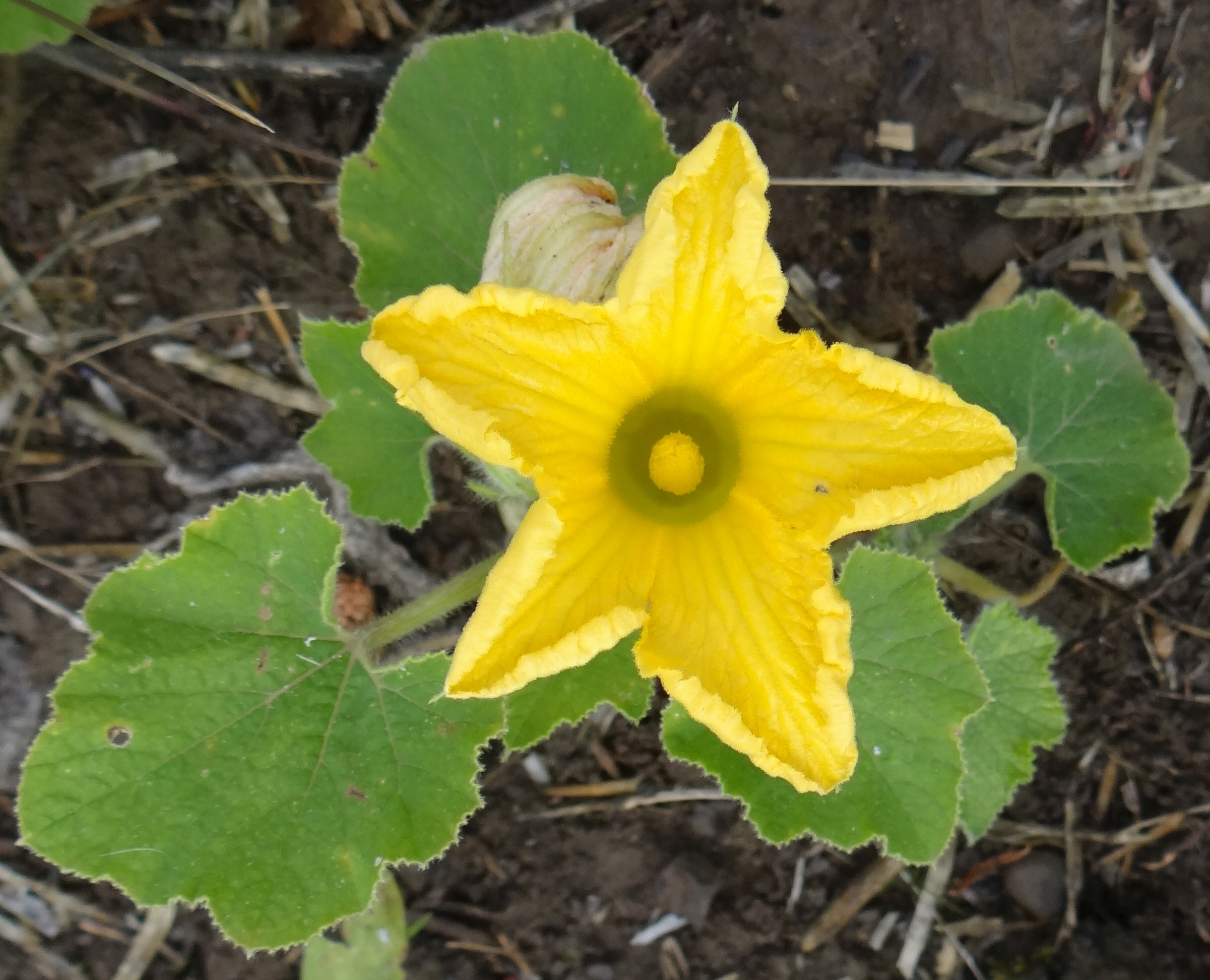
Młoda roślina

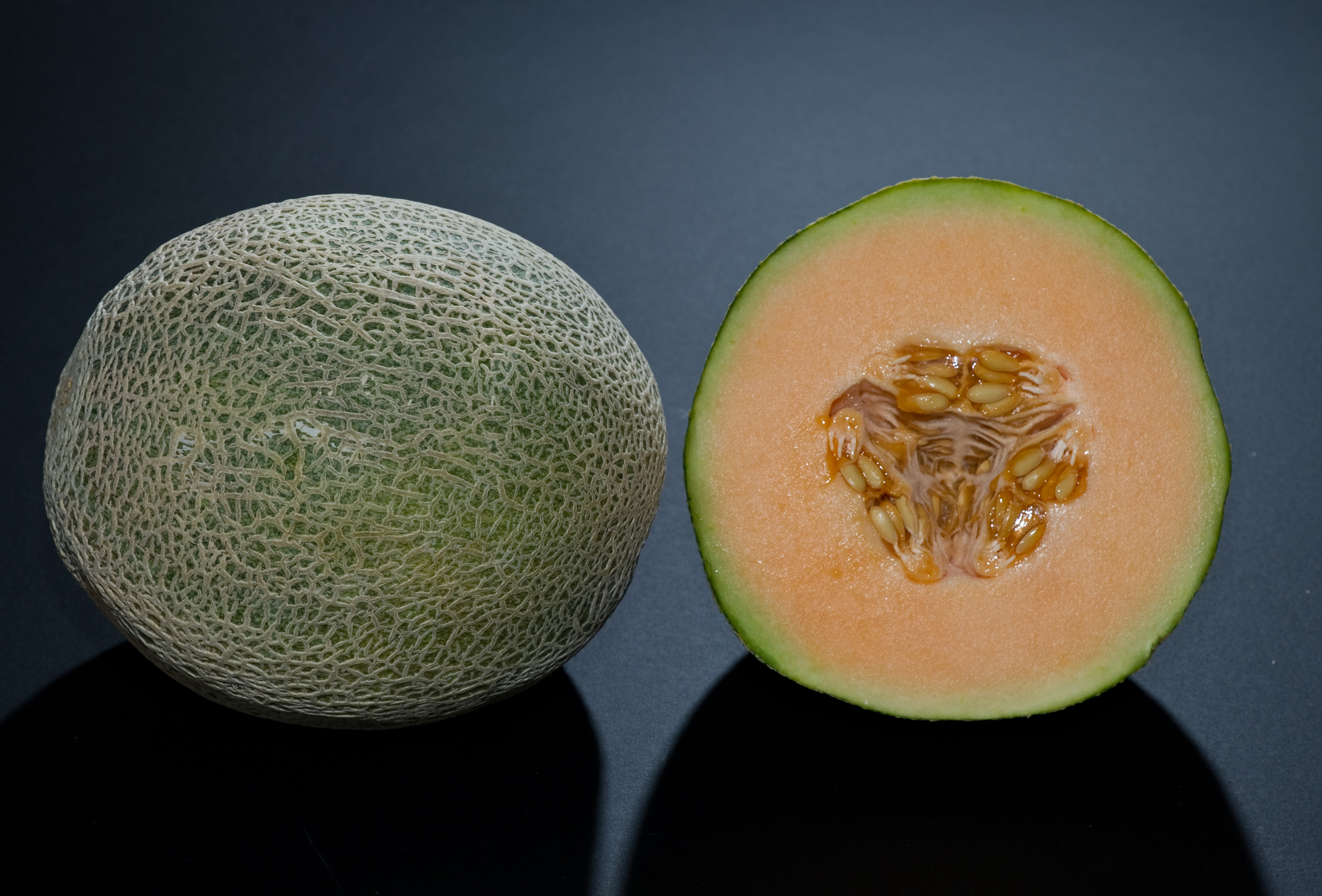
Owoc

Ogórek melon, melon (Cucumis melo L., z gr. melopepon = „miękkie jabłko”) – gatunek z rodziny dyniowatych. Roślina jednoroczna o jadalnych, soczystych owocach. Rośnie dziko w Afryce, na dużych obszarach Azji o klimacie tropikalnym i umiarkowanym, w Australii i na niektórych wyspach Pacyfiku. Jest uprawiany w wielu krajach na całym świecie.

## Zastosowanie
Roślina uprawna. Pochodzenie melona nie jest do dziś wyjaśnione, hipotezy wskazują na Azję lub Afrykę. Uprawiany jest  od bardzo dawna: znajdowany jest w licznych wykopaliskach z okresu Średniego Państwa w Egipcie (ok. 2133 p.n.e. – ok. 1786 p.n.e.). Wymieniony jest w Biblii: Lb 11,5; Iz 1,8 i Jer 10,5. Owoc był znany już starożytnym Grekom i Rzymianom, z czasem dotarł również do Europy Środkowej. W Polsce uprawiano go od XVII wieku. Melony w 89,7% składają się z wody. Mają mało kalorii, za to zawierają znaczne ilości β-karotenu (1,1 mg na 100 g) oraz kwasu asparaginowego (127 mg na 100 g). Stosowany jest w celach leczniczych, ale przede wszystkim do konsumpcji. Jadany jest zazwyczaj na surowo.
Istnieje wiele odmian uprawnych melona, różniących się wyglądem, wielkością i smakiem. Cztery najważniejsze grupy odmian to:
- melony siatkowate (melon Galia)
- kantalupy
- melony kasaba
- melony zimowe